# サーラコーポレーション
株式会社サーラコーポレーション（英: SALA CORPORATION）は、愛知県豊橋市に本社を置く企業で、サーラグループの中核となる持株会社。

## 概要
2002年5月1日、ガステックサービス株式会社、株式会社中部、新協オートサービス株式会社（現・サーラカーズジャパン）の共同持株会社として設立された。2016年7月1日には、上場会社であった中部瓦斯株式会社（現・サーラエナジー）、サーラ住宅株式会社を株式交換により完全子会社化した。
社名のサーラとは「Space」・「Art」・「Living」・「Amenity」の頭文字をとったもので、「生活空間をより美しく快適に」という意味が込められている。

## 沿革
- 2002年（平成14年）
  - 4月30日 - 東京証券取引所市場第一部及び名古屋証券取引所市場第一部に上場。
  - 5月1日 - ガステックサービス株式会社、株式会社中部、新協オートサービス株式会社の共同持株会社として設立。
- 2003年（平成15年）12月 - サーラ物流株式会社設立。サーラフィナンシャルサービス株式会社の株式を取得。株式会社サーラビジネスソリューションズの株式を取得。
- 2008年（平成20年）
  - 8月 - ガステックサービスが豊橋駅前に複合型商業施設「ココラフロント」をオープン。新協オートサービス株式会社がサーラカーズジャパン株式会社に商号変更。ガステックサービス株式会社、サーラカーズジャパン株式会社とともに本社事務所をココラフロント内のサーラタワーに移転。
  - 9月 - ガステックサービス株式会社がココラフロント内に「ホテルアークリッシュ豊橋」をオープン。
- 2009年（平成21年）7月 - ガステックサービスが、グッドライフサーラ関東株式会社の株式を取得。
- 2011年（平成23年）
  - 7月 - 株式会社中部が株式会社鈴木組の株式を取得。
  - 9月 - 子会社の中部クレジット販売株式会社が、同じく子会社のサーラフィナンシャルサービス株式会社を吸収合併し、サーラフィナンシャルサービス株式会社に商号変更[3]。
- 2012年（平成24年）4月 - ガステックサービスの関東支社をグッドライフサーラ関東株式会社へ統合。
- 2014年（平成26年）4月 - サーラの水株式会社を設立。
- 2016年（平成28年）7月1日 - 中部瓦斯株式会社および株式会社サーラ住宅を株式交換により完全子会社化[4]。
- 2019年（平成31年/令和元年）
  - 1月8日 - 浜松市とネーミングライツパートナー契約を締結し、浜北平口スポーツ施設の命名権を取得。同年4月1日から2024年3月31日までの5年間、浜北総合体育館、浜北平口サッカー場、浜北温水プールの愛称をそれぞれ「サーラグリーンアリーナ」、「サーラグリーンフィールド」、「サーラグリーンアクア」とする[5]。
  - 6月6日 - 連結子会社のサーラ住宅株式会社が、株式会社宮下工務店の株式を取得し、子（孫）会社化[6]。
  - 7月5日 - 連結子会社である株式会社エス・アール・ピーの解散・清算を取締役会において決議[7]。
  - 12月1日 - サーラグループのエネルギー事業を再編[8][9][10][11]。
    - 1.中部瓦斯株式会社が、ガステックサービス株式会社（特定子会社）を吸収合併し、サーラエナジー株式会社へ商号変更。
    - 2.中部瓦斯株式会社を分割会社、完全子会社として新設するサーラE&L東三河株式会社、サーラE&L浜松株式会社、サーラE&L名古屋株式会社及びサーラE&L静岡株式会社を承継会社とする吸収分割を実施。
    - 3.株式会社ガスリビング浜松西部が、株式会社ガスリビング中部、株式会社ガスリビング浜松北部及びサーラガス磐田株式会社を吸収合併し、サーラE&Lサポート株式会社へ商号変更。
- 2024年（令和6年）
  - 4月1日 - 浜松市とネーミングライツパートナー契約を更新し、2029年3月31日までの5年間、浜北総合体育館、浜北平口サッカー場、浜北温水プールの愛称をそれぞれ「サーラグリーンアリーナ」、「サーラグリーンフィールド」、「サーラグリーンアクア」とする[12]。ただし浜北温水プールについては浜松市が鉄骨の腐食などの問題から2023年（令和5年）7月から休館としており、2024年（令和6年）5月に閉館した[13]。
  - 12月26日 - 株式会社安江工務店を子会社化。
- 2025年（令和7年）
  - 1月17日 - 農業生産事業会社「サーラアグリ株式会社」を設立、農業ベンチャーである株式会社日本農業と連携した農業生産事業の取組みを開始[14][15]。

## 主な関連会社
- サーラエナジー株式会社（旧・中部ガス株式会社 / ガステックサービス株式会社）
- 株式会社中部
- サーラ住宅株式会社
- サーラカーズジャパン株式会社（VW・アウディの販売）
- 株式会社アスコ
- サーラ不動産株式会社（旧・中部ガス不動産株式会社）[16]
- 株式会社安江工務店